# The Bonnie Banks O' Loch Lomond

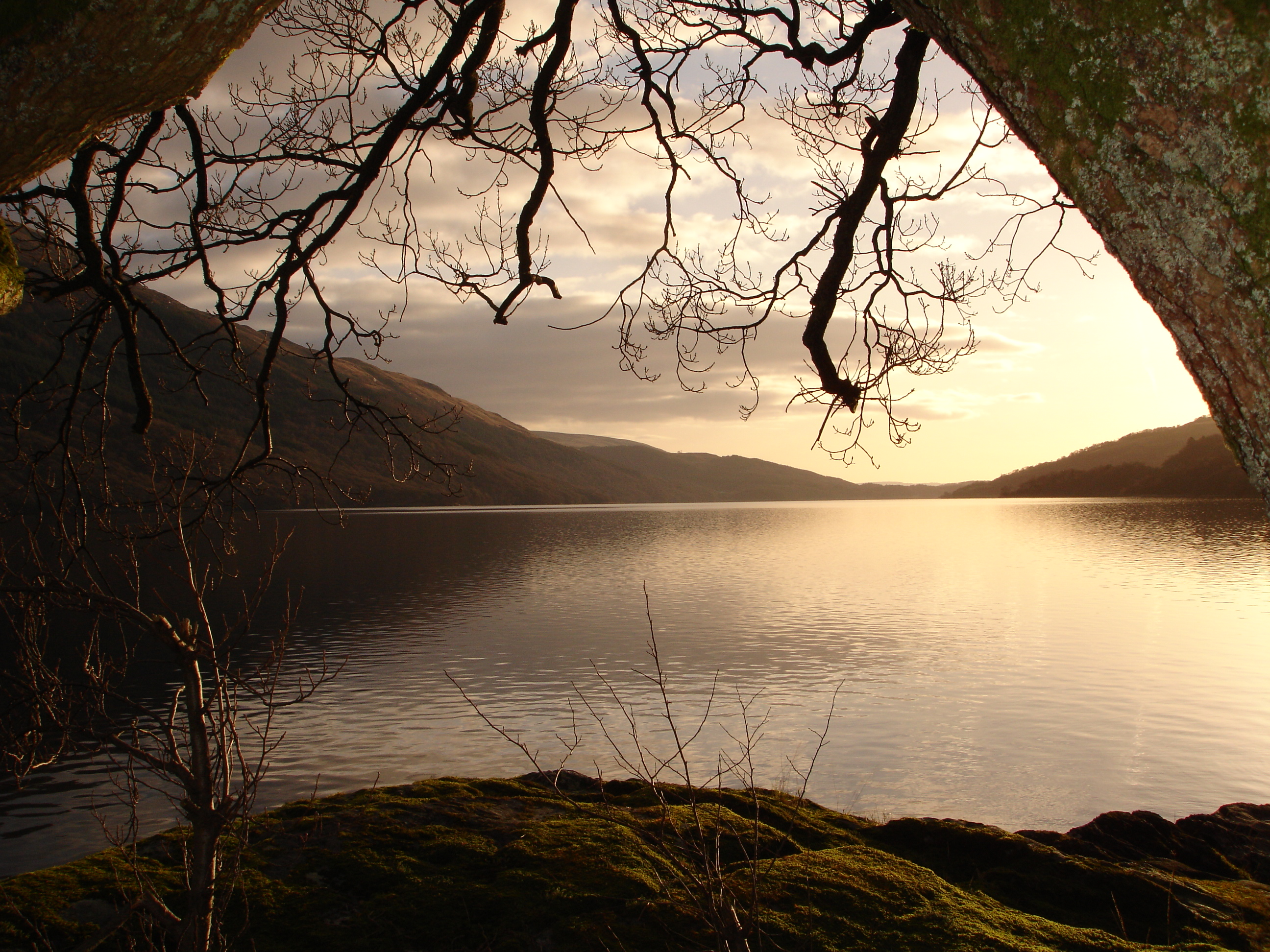
Il Loch Lomond.

The Bonnie Banks o' Loch Lomond o semplicemente Loch Lomond è una canzone tradizionale scozzese pubblicata per la prima volta nel 1841 in Vocal Melodies of Scotland.
Esiste una variante irlandese, Red is the Rose, cantata sulla stessa musica, ma con parole diverse.
Nel 1938 alla Carnegie Hall di New York Benny Goodman esegue questo brano con Martha Tilton.